# Karwandania chimbacchella
Karwandania chimbacchella är en fjärilsart som beskrevs av Hans Georg Amsel 1959. Karwandania chimbacchella ingår i släktet Karwandania och familjen stävmalar. Inga underarter finns listade i Catalogue of Life.